# آدم عبدو
آدم عبدو (من مواليد 17 أغسطس 1996) هو لاعب كرة قدم جزائري - فرنسي محترف يلعب مهاجمًا لصالح نادي لانس ب في دوري الدرجة الثالثة الفرنسي.

## المسيرة الكروية
يعد عبدو من خريجي أكاديميات فرق منطقته سان لوران بلانجي، ولانس، وفالنسيان، وواسكوال. بدأ مسيرته الكروية مع نادي أراس في الدرجة الرابعة الفرنسية في عام 2015. انتقل إلى فيمي، وفي النصف الأول من موسم 2021–22 كان هداف مجموعته برصيد 10 أهداف في 9 مباريات. انتقل إلى دونكيرك في الدوري الفرنسي الدرجة الثانية في 19 يناير 2022. بدأ مشواره الاحترافي مع نادي دونكيرك بمباراة فاز فيها بـ 1–0 على نادي نيم في الدوري الفرنسي الدرجة الثانية في 5 فبراير 2022.

## الحياة الشخصية
ولد عبدو في فرنسا، ويحمل الجنسيتين الفرنسية والجزائرية.

## الروابط الخارجية
- آدم عبدو  على سكروي